# Українсько-камерунські відносини
Українсько-камерунські відносини — відносини між Україною та Республікою Камерун.
Камерун визнав незалежність України 17 червня 1992 року. Країни встановили дипломатичні відносини 21 жовтня 1993 року.
Інтереси громадян України в Республіці Камерун захищає Посольство України в Нігерії.

## Торгівля
У 2021 році обсяг торгівлі товарами та послугами між країнами становив 117 млн. дол. США (експорт із України склав 116,4 млн. дол. США, імпорт до України – 0,85 млн. дол. США). Позитивне для України сальдо – 115,56 млн. дол. США.
Основні статті українського експорту:
- чорні метали (87,1%)
- зернові культури (8,7%)

Основні статті імпорту із Камеруну:
- кава, чай (83,7%)
- їстівнi плоди та горiхи (10,7%)